# Federico Dionisi
Federico Dionisi, född 16 juni 1987 i Rieti, är en italiensk fotbollsspelare som spelar för Livorno.

## Karriär

### Inledande karriär
Dionisi inledde karriären med spel för Monterotondo i Serie D. Året efter värvades han av Messina, som då spelade i Serie A. Utan att ha gjorde något officiellt framträdande lånades Dionisi tillbaka till sin gamla klubb. Efter sjutton mål på 33 matcher ansågs Dionisi redo för nästa steg och 2006–2007 lånades han istället ut till storsatsande Cisco Roma i Serie C2. Där gick han dock mållös från sina tio matcher under hösten. I januari 2007 köptes han istället av Celano, fortfarande i Serie C2. Efter bara ett mål under våren exploderade Dionsis målskytte de kommande två säsongerna med tretton respeltive fjorton mål.

### Livorno
Imponerade av 21-åringens framfart värvade Livorno anfallaren under våren 2009 . Dionisi stannade dock kvar i Celano säsongen ut. 
Dionisi debuterade för Livorno 14 augusti när han hoppade in mot Torino i Coppa Italia. Dionisi han också med att bli målskytt i samma match. Serie A-debuten kom mot Cagliari 23 augusti 2009, återigen som inhoppare. Efter det fick Dionisi bara göra ytterligare två inhopp och i januari lånades han ut till Serie B-jumbon Salernitana. Trots att Salernitana tidigt hängdes av i tabellen imponerade Dionisi med tio mål på sina sjutton matcher.
2010 var Dionisi tillbaka i Livorno nu i Serie B. Under sin första hela säsong med klubben spelade Dionisi 38 matcher och gjorde tio mål.
På transfermarknadens sista dag, 2 september 2013 lånades Dionisi ut till den portugisiska klubben Olhanense. Totalt spelade Dionisi 24 matcher för Olhanense och vann den interna skytteligan med åtta mål, vilket dock inte räckte till att rädda klubben kvar i högsta serien.
28 juli 2014 lämnade Dionisi Livorno permanent för Frosinone, där han tecknade ett treårskontrakt.
Den 25 januari 2021 värvades Dionisi till Serie B-klubben Ascoli, där han skrev på ett kontrakt till juli 2023.